# Eduardo Cabra Martínez
Eduardo José Cabra Martínez (Santurce, 10 de setembre de 1978), més conegut pel seu nom de «Visitante Calle 13» o només «Visitante», és un músic, multi-instrumentista porto-riqueny, compositor del grup Calle 13, el qual també inclou els seus germans Ileana Cabra «ILE» i René Pérez Joglar «Residente». Van començar la seva carrera fent reggaeton alternatiu fins que les seves lletres es van orientar a preocupacions socials i polítiques, combinant música hip-hop i urbana amb diversos estils musicals llatinoamericans. Visitante i la seva banda Calle 13 han guanyat 19 premis Grammy llatins i 3 Premi Grammy, el major nombre per part d'una banda.